# Bíró Márton (minorita)
Bíró Márton (Szentkatolna, 1759. szeptember 21. – Miskolc, 1823. október 16.) minorita rendi pap, gimnáziumi tanár.

## Életpályája
Tanulmányainak bevégeztével a minoriták szerzetébe lépett és 1783. október 8.-án misés pappá szentelték, majd mint hitszónok Szegeden, később Egerben, majd Kolozsvárott működött. Később a rend növendékeinek a bölcseletet is tanította. Utóbb kantai (Székelyföld) zárdafőnök, azután oláhfenesi (Kolozs megye) helyettes lelkész, 1818-ban rendtanácsos, végül a római katolikus gimnázium igazgatója lett Miskolcon.

## Munkái
- A bölcs és egyenes lelkű tanácsos. Kolozsvár, 1804 (Gál János fölött tartott prédikáczió)
- A maga-magát meggyőző vitéz. Uo. 1807
- Erkölcsi keresztény oktatások. Uo. 1819

Legtöbb beszéde kéziratban maradt.